# Fleet Foxes (album)
Fleet Foxes – debiutancki album amerykańskiego zespołu muzycznego Fleet Foxes. Wydany 3 czerwca 2008 w Stanach Zjednoczonych, a 9 czerwca w Wielkiej Brytanii. Album zadebiutował na listach przebojów na pozycji 11, osiągając następnie 3. miejsce, natomiast w Szwecji 26 czerwca 2008, zajmując odpowiednio pozycje 34 i 16. Album otrzymał dobre opinie krytyków, dostając od czterech do pięciu gwiazdek w rankingach Rolling Stone, The Guardian'a i The Times.

## Lista utworów

### CD 1
1. "Sun It Rises" – 3:11
2. "White Winter Hymnal" – 2:27
3. "Ragged Wood" – 5:07
4. "Tiger Mountain Peasant Song" – 3:28
5. "Quiet Houses" – 3:32
6. "He Doesn't Know Why" – 3:20
7. "Heard Them Stirring" – 3:02
8. "Your Protector" – 4:09
9. "Meadowlarks" – 3:11
10. "Blue Ridge Mountains" – 4:25
11. "Oliver James" – 3:23

### CD 2 (specjalna edycja)
1. "Sun Giant" – 2:14
2. "Drops in the River" – 4:12
3. "English House" – 4:40
4. "Mykonos" – 4:35
5. "Innocent Son" – 3:06
6. "False Knight on the Road" – 3:45

### CD 2 (edycja deluxe)
1. "Sun Giant" – 2:06
2. "Drops in the River" – 4:11
3. "English House" – 4:48
4. "Mykonos" - 3:39 (alternate version)
5. "Isles" - 3:06